# Puig de l'Ofrena
Puig de l'Ofrena är en bergstopp i Spanien.   Den ligger i provinsen Província de Girona och regionen Katalonien, i den östra delen av landet, 500 km öster om huvudstaden Madrid. Toppen på Puig de l'Ofrena är 1 349 meter över havet, eller 65 meter över den omgivande terrängen. Bredden vid basen är 0,20 km.
Terrängen runt Puig de l'Ofrena är huvudsakligen lite bergig. Runt Puig de l'Ofrena är det ganska glesbefolkat, med 39 invånare per kvadratkilometer. Närmaste större samhälle är Olot, 10,4 km öster om Puig de l'Ofrena. I omgivningarna runt Puig de l'Ofrena växer i huvudsak blandskog.